# ويليام تايلور (دراج)
ويليام تايلور هو دراج كندي، (و. 1900 – 1976 م).

## وصلات خارجية
- ويليام تايلور على موقع أوليمبيديا (الإنجليزية)